# Sportverein Saar 05 Saarbrücken 1962-1963
Questa voce raccoglie le informazioni riguardanti lo Sportverein Saar 05 Saarbrücken nelle competizioni ufficiali della stagione 1962-1963.

## Stagione
Nella stagione 1962-1963 il Saar 05 Saarbrücken, allenato da Hellmut Meidt, concluse il campionato di Oberliga sudovest al 9º posto.

## Rosa
| N. |                     | Ruolo | Calciatore      |
| -- | ------------------- | ----- | --------------- |
|    | Germania (bandiera) | P     | Heinz Angel     |
|    | Germania (bandiera) | P     | Axel Lange      |
|    | Germania (bandiera) | D     | Manfred Alf     |
|    | Germania (bandiera) | D     | Horst Karis     |
|    | Germania (bandiera) | D     | Heinz Kempf     |
|    | Germania (bandiera) | D     | Gerd Peehs      |
|    | Germania (bandiera) | D     | Robert Zache    |
|    | Germania (bandiera) | C     | Kurt Clemens    |
|    | Germania (bandiera) | C     | Raimund Geimer  |
|    | Germania (bandiera) | C     | Herbert Hilgert |

| N. |                     | Ruolo | Calciatore       |
| -- | ------------------- | ----- | ---------------- |
|    | Germania (bandiera) | C     | Klaus Hübsch     |
|    | Germania (bandiera) | C     | Heinrich Steer   |
|    | Germania (bandiera) | A     | Günther Albert   |
|    | Germania (bandiera) | A     | Fritz Altmeyer   |
|    | Germania (bandiera) | A     | Erich Heisel     |
|    | Germania (bandiera) | A     | Günter Herrmann  |
|    | Germania (bandiera) | A     | Werner Rumpf     |
|    | Germania (bandiera) | A     | Herbert Schieber |
|    | Germania (bandiera) | A     | Roland Wittmann  |

## Organigramma societario
Area tecnica
- Allenatore:
- Allenatore in seconda:
- Preparatore dei portieri:
- Preparatori atletici:
- Analisi video:

## Calciomercato

### Sessione estiva
| Acquisti | Acquisti | Acquisti | Acquisti |
| R.       | Nome     | da       | Modalità |
| -------- | -------- | -------- | -------- |

| Cessioni | Cessioni | Cessioni | Cessioni |
| R.       | Nome     | a        | Modalità |
| -------- | -------- | -------- | -------- |

## Risultati

### Oberliga sudovest

#### Girone di andata
| Arbitro: | Weber |

|                                         |           |                          |
| Altmeyer 8’, 15’ Peehs 85’ Schieber 88’ | Marcatori | 41’ Richter 66’ Kostrewa |

| Arbitro: | Deuschel |

|                          |           |  |
| Peehs 9’ (aut.) Weis 32’ | Marcatori |  |

| Arbitro: | Tremmel |

|                                     |           |             |
| Rumpf 45’ Schieber 54’ Altmeyer 87’ | Marcatori | 15’ Vondung |

| Arbitro: | Olk |

|                          |           |                                   |
| Trapp 82’ Weselowsky 85’ | Marcatori | 21’ Altmeyer 25’ Albert 55’ Rumpf |

| Arbitro: | Handwerker |

|                |           |                      |
| Peehs 75’, 77’ | Marcatori | 10’ Löhr 84’ Gärtner |

| Arbitro: | Jedele |

|                                  |           |                           |
| Krafczyk 4’, 28’ Schönwälder 42’ | Marcatori | 14’ Schieber 86’ Herrmann |

| Arbitro: | Schmid |

|                      |           |                            |
| II 0’ Kuntz 38’, 75’ | Marcatori | 29’ Rumpf 65’ (rig.) Karis |

| Arbitro: | Hahn |

|                            |           |  |
| Steer 80’ Schaumburger 82’ | Marcatori |  |

| Arbitro: | Fritz |

|                                                             |           |  |
| Hohmann 24’, 72’ Kapitulski 52’ Dausmann 54’, 73’ Klein 64’ | Marcatori |  |

| Arbitro: | Schmitt |

|                         |           |                                            |
| Wirges 25’ Baurhenn 32’ | Marcatori | 44’ Altmeyer 73’ (aut.) Kratz 80’ Schieber |

| Arbitro: | Spinnler |

|                                           |           |  |
| Albert 17’, 27’ Schieber 70’ Altmeyer 86’ | Marcatori |  |

| Arbitro: | Roth |

|                       |           |                                  |
| Straus 19’ Braner 73’ | Marcatori | 20’ Altmeyer 78’ (aut.) Pflaumer |

| Arbitro: | Bersch |

|                           |           |                      |
| Schieber 10’ Altmeyer 67’ | Marcatori | 30’ Lüth 74’ Löhfelm |

| Arbitro: | Bernhard |

|  |           |                              |
|  | Marcatori | 52’ (aut.) Hilgert 88’ Risch |

| Arbitro: | Fritz |

|                         |           |            |
| Kuntz 29’, 60’ Berg 31’ | Marcatori | 72’ Albert |

#### Girone di ritorno
| Arbitro: | Roth |

|                              |           |  |
| Reitgassl 24’ Meier 44’, 56’ | Marcatori |  |

| Saarbrücken 28 aprile 1963 17ª giornata | Saar 05 | 0 – 0 referto | Neuendorf | Kieselhumes (800 spett.)\| Arbitro: \| Hinkel \| |
| Arbitro:                                | Hinkel  |               |           |                                                  |

| Arbitro: | Hess |

|                       |           |  |
| Wingert 30’, 60’, 70’ | Marcatori |  |

| Arbitro: | Schmid |

|            |           |                         |
| Christ 21’ | Marcatori | 16’ Geimer 69’ Altmeyer |

| Arbitro: | Schäffer |

|                  |           |  |
| Klein 18’ (aut.) | Marcatori |  |

| Arbitro: | Schmitt |

|  |           |             |
|  | Marcatori | 13’, 70’ II |

| Arbitro: | Hust |

|                       |           |              |
| Bader 79’ Görlach 88’ | Marcatori | 73’ Wittmann |

| Saarbrücken 15 aprile 1963 23ª giornata | Saar 05 | 0 – 0 referto | Pirmasens | Kieselhumes (8 000 spett.)\| Arbitro: \| Bien \| |
| Arbitro:                                | Bien    |               |           |                                                  |

| Arbitro: | Maus |

|                                   |           |           |
| Altmeyer 15’ Rumpf 16’ Geimer 89’ | Marcatori | 49’ Trapp |

| Saarbrücken 31 marzo 1963 25ª giornata | Saar 05 | 0 – 0 referto | Niederlahnstein | Kieselhumes (400 spett.)\| Arbitro: \| Bender \| |
| Arbitro:                               | Bender  |               |                 |                                                  |

| 7 aprile 1963 26ª giornata | Tura Ludwigshafen | 0 – 0 referto | Saar 05 | (600 spett.)\| Arbitro: \| Roth \| |
| Arbitro:                   | Roth              |               |         |                                    |

| Arbitro: | Bicha |

|                  |           |                       |
| Karis 45’ (rig.) | Marcatori | 17’ Stein 25’ Dächert |

| Kaiserslautern 21 aprile 1963 28ª giornata | VfR K'lautern | 0 – 0 referto | Saar 05 | Stadion Erbsenberg (1 000 spett.)\| Arbitro: \| Olk \| |
| Arbitro:                                   | Olk           |               |         |                                                        |

| Arbitro: | Spinnler |

|              |           |          |
| Altmeyer 89’ | Marcatori | 31’ Berg |

| Arbitro: | Roth |

|          |           |                                               |
| Kunz 68’ | Marcatori | 7’ Altmeyer 53’, 57’, 72’ Wittmann 88’ Heisel |

## Statistiche

### Statistiche di squadra
| Competizione      | Punti | In casa | In casa | In casa | In casa | In casa | In casa | In trasferta | In trasferta | In trasferta | In trasferta | In trasferta | In trasferta | Totale | Totale | Totale | Totale | Totale | Totale | DR |
| Competizione      | Punti | G       | V       | N       | P       | Gf      | Gs      | G            | V            | N            | P            | Gf           | Gs           | G      | V      | N      | P      | Gf     | Gs     | DR |
| ----------------- | ----- | ------- | ------- | ------- | ------- | ------- | ------- | ------------ | ------------ | ------------ | ------------ | ------------ | ------------ | ------ | ------ | ------ | ------ | ------ | ------ | -- |
| Oberliga sudovest | 29    | 15      | 6       | 6       | 3       | 23      | 15      | 15           | 4            | 3            | 8            | 21           | 33           | 30     | 10     | 9      | 11     | 44     | 48     | -4 |
| Totale            | 29    | 15      | 6       | 6       | 3       | 23      | 15      | 15           | 4            | 3            | 8            | 21           | 33           | 30     | 10     | 9      | 11     | 44     | 48     | -4 |

### Andamento in campionato
| Giornata  | 1 | 2 | 3 | 4 | 5 | 6 | 7 | 8 | 9 | 10 | 11 | 12 | 13 | 14 | 15 | 16 | 17 | 18 | 19 | 20 | 21 | 22 | 23 | 24 | 25 | 26 | 27 | 28 | 29 | 30 |
| --------- | - | - | - | - | - | - | - | - | - | -- | -- | -- | -- | -- | -- | -- | -- | -- | -- | -- | -- | -- | -- | -- | -- | -- | -- | -- | -- | -- |
| Luogo     | C | T | C | T | C | T | T | C | T | T  | C  | T  | C  | C  | T  | T  | C  | T  | T  | C  | C  | T  | C  | C  | C  | T  | C  | T  | C  | T  |
| Risultato | V | P | V | V | N | P | P | V | P | V  | V  | N  | N  | P  | P  | P  | N  | P  | V  | V  | P  | P  | N  | V  | N  | N  | P  | N  | N  | V  |
| Posizione | 4 | 9 | 6 | 6 | 7 | 7 | 8 | 8 | 8 | 8  | 7  | 8  | 7  | 8  | 8  | 9  | 8  | 10 | 9  | 9  | 9  | 10 | 10 | 9  | 10 | 9  | 10 | 9  | 9  | 9  |

Legenda:

Luogo: C = Casa; T = Trasferta. Risultato: V = Vittoria; N = Pareggio; P = Sconfitta.

### Statistiche dei giocatori
| G. Albert       | 18 | 4  | 0 | 0 |
| M. Alf          | 10 | 0  | 0 | 0 |
| F. Altmeyer     | 28 | 12 | 0 | 0 |
| H. Angel        | 30 | 0  | 0 | 0 |
| K. Clemens      | 3  | 0  | 0 | 0 |
| R. Geimer       | 6  | 2  | 0 | 0 |
| E. Heisel       | 9  | 1  | 0 | 0 |
| G. Herrmann     | 23 | 1  | 0 | 0 |
| H. Hilgert      | 29 | 0  | 0 | 0 |
| K. Hübsch       | 7  | 0  | 0 | 0 |
| H. Karis        | 28 | 2  | 0 | 0 |
| H. Kempf        | 12 | 0  | 0 | 0 |
| A. Lange        | 0  | 0  | 0 | 0 |
| H. Mades        | 2  | 0  | 0 | 0 |
| W. Meyer        | 6  | 0  | 0 | 0 |
| H. Müller       | 4  | 0  | 0 | 0 |
| G. Peehs        | 30 | 3  | 0 | 0 |
| W. Rumpf        | 19 | 4  | 0 | 0 |
| B. Schaumburger | 2  | 1  | 0 | 0 |
| H. Schieber     | 23 | 6  | 0 | 0 |
| D. Schunk       | 3  | 0  | 0 | 0 |
| H. Steer        | 17 | 1  | 0 | 0 |
| R. Wittmann     | 5  | 4  | 0 | 0 |
| R. Zache        | 16 | 0  | 0 | 0 |